# Kommunistische Jugend Österreichs
Die Kommunistische Jugend Österreichs (KJÖ) ist eine österreichische kommunistische Jugendorganisation. Sie war lange Zeit mit der KPÖ verbunden, hat sich aber seit 2005 zunehmend von der Bundespartei distanziert, arbeitet jedoch weiterhin eng mit der KPÖ Steiermark zusammen.

## Geschichte der KJÖ

### 1918–1945

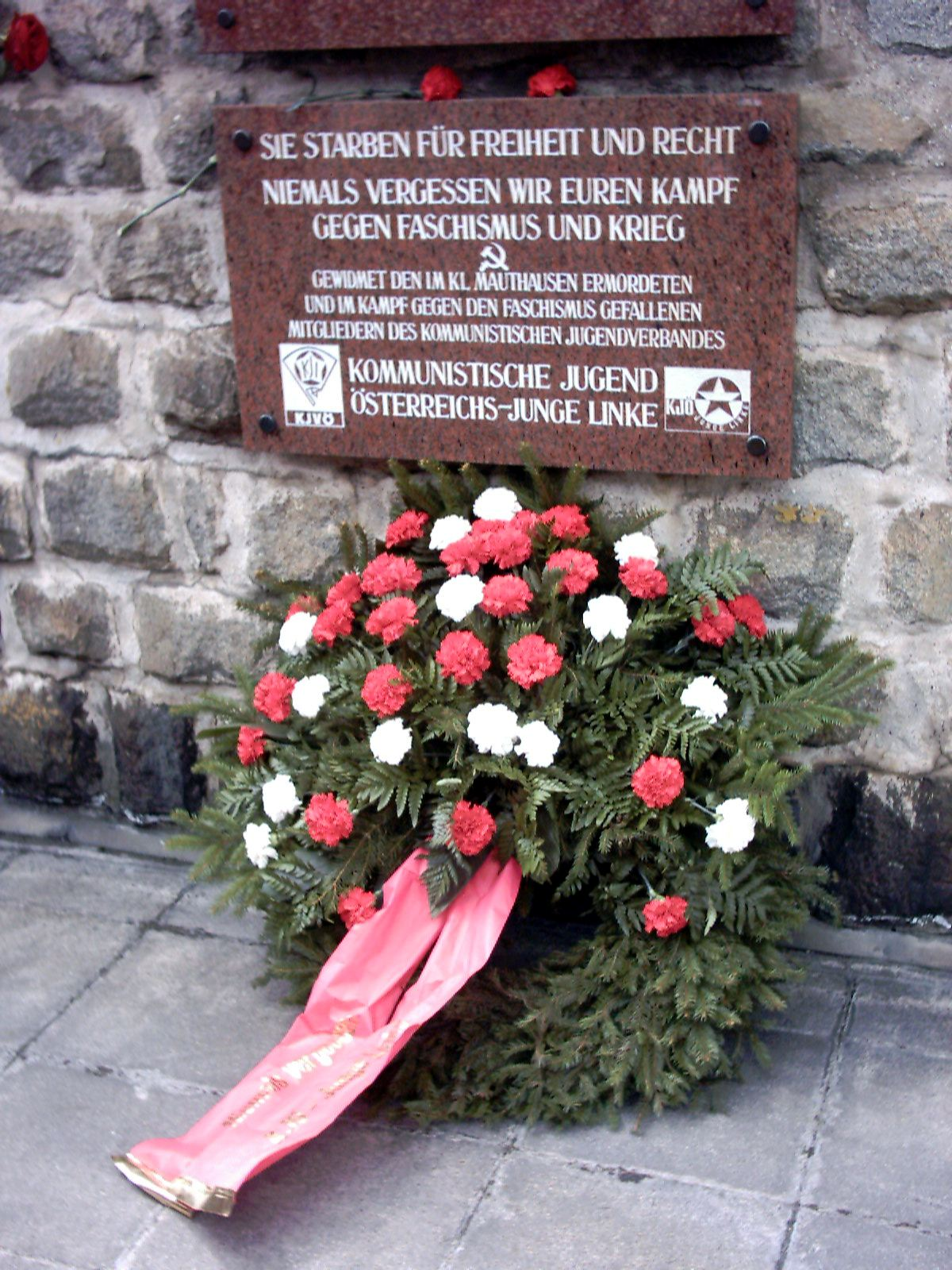
Gedenktafel für die von den Nationalsozialisten ermordeten Mitglieder des Kommunistischen Jugendverbandes im KZ Mauthausen

Die KJÖ steht in der Tradition des österreichischen Kommunistischen Jugendverbands (KJV), der am 8. November 1918 gegründet wurde.
Der KJV entwickelte eine rege Tätigkeit in der Jugendarbeit, mehrmals besuchten Jugenddelegationen die Sowjetunion. Anfang der dreißiger Jahre verschärfte sich die Verfolgung durch die Staatsgewalt, weshalb der KJV nur in halblegalen bis illegalen Verhältnissen weiterbestehen konnte. Zentrum der Aktivitäten bildete der Kampf gegen den Faschismus. Nicht selten gab es Auseinandersetzungen mit SA-Einheiten. Als 1934 Dollfuß an die Macht kam, wuchs der KJV zur bedeutendsten antifaschistischen Jugendbewegung.
Während des Spanischen Bürgerkriegs beteiligte sich der KJV an der Solidaritätsbewegung mit der jungen Spanischen Republik. Er organisierte Solidaritätsaktionen wie die Spendenaktion des Meidlinger KJV unter dem Motto „Ein MG für Spanien“. 250 KJV-Mitglieder schlossen sich den Internationalen Brigaden an.
Nach der Machtübernahme des Nationalsozialismus in Österreich verschärften sich die Bedingungen für den KJV abermals. Verhaftungswellen, Hinrichtungen und Konzentrationslager konnten jedoch nicht verhindern, dass selbst unter diesen Umständen junge Kommunisten den Kampf gegen den Faschismus aufnahmen. Sie führten Schmieraktionen durch und verbreiteten Flugzettel, die die Sinnlosigkeit des Krieges aufzeigen sollten, und für ein freies, unabhängiges Österreich eintraten. Weiters schickten sie massenhaft „zersetzende“ Briefe an Frontsoldaten und versuchten die Hitlerjugend zu unterwandern. Viele schlossen sich den Partisanengruppen an, die jedoch nicht die Größe und Bedeutung wie jene in Jugoslawien oder Griechenland erreichten.
Andere emigrierten und gründeten in Großbritannien den Jugendverband Young Austria.

### 1945–1970
1945 wurde die „Freie Österreichische Jugend“ (FÖJ) gegründet, der Kommunisten, Sozialisten und Katholiken angehörten. Das Ziel der FÖJ war, über weltanschauliche Grenzen hinweg ein demokratisches und freies Österreich aufzubauen. Die FÖJ spielte eine wichtige Rolle in den Oktoberstreiks von 1950.

### Seit 1970
Ende 1968 protestierte eine Mehrheit in der FÖJ gegen die Kursänderung der KPÖ, die Niederschlagung des Prager Frühlings als gerechtfertigt anzusehen. Im Laufe des Jahres 1969 kam es daher zu einer immer weitergehenderen Entfremdung zwischen KPÖ und FÖJ. Infolgedessen wurde am 10. Mai 1970 die Kommunistische Jugend Österreichs unter dem Motto „Die Zukunft – Sozialismus“ gegründet.
In den 1970ern war die KJÖ besonders in der Chile-Solidaritätsbewegung tätig, als die linke Volksfrontregierung durch einen von der CIA unterstützten Militärputsch blutig niedergeschlagen wurde (Siehe auch: Geschichte Chiles). Einen wichtigen Stellenwert hatte auch das Engagement für die Interessen der Jugendlichen in den Betrieben und Berufsschulen sowie Aktivitäten in der Friedensbewegung.
Der Zusammenbruch der sozialistischen Staaten in Mittel- und Osteuropa führte zu einer Krise der KJÖ. Der Verbandsname wurde in „KJÖ-Junge Linke“ ausgedehnt, um das Ziel weiterzuverfolgen, im Zusammenwirken von Jugendlichen mit verschiedensten politischen Zugängen wieder eine einflussreiche linke Jugendbewegung aufzubauen.
Die KJÖ war unter anderem in den Bewegungen gegen die Bildung der schwarz-blauen Regierung sowie gegen den Irak-Krieg aktiv. Sie engagiert sich gegen Neonazi-Aktivitäten sowie gegen Sozialabbau. In Braunau am Inn organisiert die KJÖ jeweils unmittelbar vor Hitlers Geburtstag eine von Bürgermeister Gerhard Skiba und den Grünen Nationalratsabgeordneten Karl Öllinger unterstützte große Antifa-Demonstration.
2008 wurde der Zusatz „Junge Linke“ einstimmig am Bundeskongress wieder aus dem Vereinsnamen gestrichen.

## Struktur
Die KJÖ ist nach den Grundsätzen des Demokratischen Zentralismus organisiert.
Die KJÖ-Mitglieder sind dazu angehalten, sich in Ortsgruppen zu organisieren und Gruppenversammlungen abzuhalten.
Das höchste Gremium der KJÖ ist der Bundeskongress, der mindestens alle zwei Jahre zusammentritt und auf dem alle Mitglieder stimmberechtigt sind. Der Bundeskongress wählt die Bundesleitung, die für die praktische und organisatorische Durchführung der Beschlüsse verantwortlich ist. Zwischen den Bundeskongressen finden Gruppenvertretungstreffen statt, auf denen jeweils 2 Delegierte pro Gruppe stimmberechtigt sind. Das Gruppenvertretungstreffen kann den Bundeskongress einberufen uvm.
Weitere Organe sind Bundesplenum (entspricht dem Bundeskongress, mit dem Unterschied, dass auf dem Bundesplenum keine Wahlen durchgeführt werden), Finanzkontrolle und nach Maßgabe der Zweckmäßigkeit Bundesländerstrukturen.
Die KJÖ ist als einzige österreichische Organisation Mitglied im Weltbund der demokratischen Jugend (WBDJ).

## Politische Ausrichtung (Selbstdarstellung)
Die KJÖ bezweckt auf Grundlage der marxistisch-leninistischen Analyse und Weltanschauung eine für die Rechte der Jugend und gegen Ausbeutung, Sexismus, Rassismus, Militarismus und Umweltzerstörung gerichtete Tätigkeit zu entfalten und diese zu verbinden mit einer den Kapitalismus überwindenden Perspektive, mit der Brechung der Vorherrschaft des Kapitals durch Vergesellschaftung der entscheidenden Produktionsmittel, dem Sozialismus.

## Verhältnis zur KPÖ und PdA
Die KJÖ war lange Zeit die Jugendorganisation der KPÖ. Nach dem 33. Parteitag der KPÖ im Jahre 2004 und der darauf folgenden faktischen Spaltung der Partei sieht sich die KJÖ nicht mehr als Vorfeldorganisation der Bundes-KPÖ, sondern als eigenständige und unabhängige kommunistische Jugendorganisation. Mit der Gründung der Partei der Arbeit Österreichs (PdA) im Jahr 2013 begann die KJÖ vermehrt mit dieser zusammenzuarbeiten. Mit dem Ausschluss mehrerer Grundorganisationen und Mitglieder distanzierte sich die KJÖ von der PdA. Diese ausgeschlossenen Personen gründeten mit Unterstützung der PdA am 8. März 2022 die Jugendfront als Jugendorganisation der PdA.
Die KJÖ pflegt gute und freundschaftliche Kontakte zum Kommunistischen Studierendenverband (KSV) und zur KPÖ Steiermark. In Tirol gab es bei den Landtagswahlen 2008 eine Bündniskandidatur von KPÖ und KJÖ, mit der das beste Ergebnis einer kommunistischen Liste seit 1956 erreicht wurde.

## Aktivitäten
Neben den Aktivitäten der täglichen Arbeit wie Kundgebungen, Filmvorführungen, Workshops oder Solidaritätsaktionen, gibt es jedes Jahr wiederkehrende Veranstaltungen und Auslandsreisen:

### Herbstseminar
Das Herbstseminar der KJÖ wird hauptsächlich zur politischen Weiterbildung und Diskussion genutzt. Dabei werden Workshops organisiert und zahlreiche Persönlichkeiten zu Vorträgen eingeladen. Außerdem gibt es ein auflockerndes Freizeitprogramm, z. B. Arbeiterlieder-Singen und Lagerfeuer.

### Berlin-Fahrt und Rosa-Luxemburg-Konferenz
Seit mehreren Jahren wird eine gemeinsame Reise nach Berlin zur Rosa-Luxemburg-Konferenz und zur Liebknecht-Luxemburg-Demonstration organisiert. Dort nimmt man an Workshops und Diskussionen teil, tauscht Erfahrungen mit anderen Teilnehmern aus und wird von der deutschen Schwesterorganisation SDAJ betreut.

### Kicken gegen Rechts
Ebenfalls in regelmäßigen Abständen findet im Augarten der Stadt Graz das Fußballturnier "Kicken gegen Rechts" statt, bei welchem auf Kleinfeldern mehrere Teams zu je 5 Spielern für Solidarität und Vielfalt um einen Preis spielen.

### Protestsongcontest
Seit 2010 organisiert die KJÖ in Graz den Protestsongcontest, bei welchem Bands aller Genres mit politischen Liedern um die Gunst der Jury und des Publikums buhlen.

### Weltfestspiele der Jugend und Studenten
Als Mitgliedsorganisation im Weltbund der Demokratischen Jugend nimmt die KJÖ stets mit einer Delegation an den Weltfestspielen der Jugend und Studenten teil.

### ErntePUNKfest
2019, 2021 und 2022 organisierte die KJÖ in Graz gemeinsam mit dem Punk Verein Austria das ErntePUNKfest.